# Забаха
Забаха — древний союз племён на территории современных Грузии (в исторической области Самцхе-Джавахети) и северо-восточной Турции (север провинции Ардахан), XII век до н. э.
О существовании государства известно из ассирийских и урартских надписей. Кроме того, в урартских надписях содержится довольно много ономастического материала, который имеет серьёзное значение при изучении этногенеза. Древняя Забаха занимала территорию в верхнем течении реки Куры от современного района Ахалкалаки до Чылдырского озера и горы Угурлудак (к югу от города Ардахан).
К югу от Забахи находились Диаоха, к западу — Этиу, к востоку — Куриани.